# Lliga Internacional de Dones per la Pau i la Llibertat
La Lliga Internacional de les Dones per la Pau i la Llibertat (WILPF en anglès) és una organització no governamental, pacifista i feminista, fundada a La Haia a l'abril de 1915. Té dues oficines internacionals —la seva seu central en Ginebra i l'oficina en les Nacions Unides, a Nova York- i seccions nacionals en 32 països. És l'organització femenina pacifista més antiga del món. Dos de les seues membres fundadores, les sufragistes Jane Addams i Emily Greene Balch van rebre el Premi Nobel de la Pau el 1931 i 1946, respectivament.
Entre els seus objectius està "unir a dones de diferents opinions polítiques i diversos punts de vista filosòfics i religiosos disposades a estudiar i difondre les causes de la guerra i a treballar per la pau permanent" i als qui s'oposen a l'opressió i l'explotació.

## Història de l'organització

### Partit de Dones per la Pau
L'organització precursora de la Lliga Internacional de Dones per la Pau i la Llibertat és el Partit de Dones per la Pau (PMP), fundat el gener de 1915 a Washington DC. en una reunió convocada per Jane Addams i Carrie Chapman Catt, a la qual van assistir prop de 3.000 dones. Allí van aprovar la creació d'una plataforma per exigir l'extensió del sufragi a les dones i la celebració d'una conferència de països neutrals que oferís mediació continuada per posar fi a la Primera Guerra Mundial.
El PMP va enviar els seus representants al Congrés Internacional de Dones per la Pau i la Llibertat, celebrat a La Haia del 28 al 30 d'abril de 1915.

### Congrés Internacional de Dones per la Pau i la Llibertat
El Congrés va ser organitzat per la feminista Anita Augspurg (1857–1943), primera jurista d'Alemanya, i Lida Gustava Heymann (1868–1943), convidades per la pacifista, feminista i sufragista holandesa Aletta Jacobs per protestar contra la guerra que estava devastant Europa i per proposar formes de prevenir conflictes armats en el futur. El Congrés, en el qual van participar 1.136 dones de països neutrals i bel·ligerants, va reprendre bona part del treball del Partit de Dones per la Pau i va establir el Comitè Internacional de Dones per una Pau Permanent (ICWPP, segons les seves sigles angleses) la presidenta de les quals va ser Jane Addams
Partit de Dones per la Pau va passar aviat a ser la secció nord-americana del Comitè i Jane Addams va elaborar amb el president Woodrow Wilson unes bases per aconseguir la pau. No obstant això, al seu segon congrés internacional, celebrat a Zúric en 1919, el Comitè va denunciar els termes finals del tractat de pau que va posar fi a la Primera Guerra Mundial, qualificant-ho d'una venjança dels vencedors sobre els derrotats que sembraria les llavors d'una nova conflagración mundial. A partir d'aquest any el comitè es va convertir en la Lliga Internacional de Dones per la Pau i la Llibertat (Women's International League for Peace and Freedom, WILPF).
La Lliga va establir la seva seu central en Ginebra per estar prop del lloc en el qual se situaria la Societat de Nacions, encara que no va recolzar que aquesta tingués entre les seves competències realitzar bloquejos de subministrament d'aliments o usar la pressió militar per fer complir les seves resolucions.
Dos dirigents de LIMPAL han rebut el Premi Nobel de la Pau per la seva labor: Jane Addams, en 1931, i Emily Greene Balch, en 1946.

## WILPF i les Nacions Unides
la WILPF té estatus consultiu (categoria B) en el marc del Consell Econòmic i Social de Nacions Unides (ECOSOC) des de 1948 i una relació consultiva especial amb la UNESCO i la UNCTAD, així com relacions especials amb l'Organització Internacional del Treball (OIT), la FAO, l'UNICEF i altres organitzacions i agències.
La Lliga realitza labors de promoció de la pau i pressió política per a la democratització de l'ONU, del Consell de Seguretat (CS) i les altres organitzacions i agències de l'ONU, supervisa les activitats del CS i de l'Assemblea General per promoure reformes, s'oposa a la privatització i la influència de grans corporacions en l'ONU i advoca per la fi del vet en el CS.

## WILPF a Espanya i Amèrica Llatina
La secció de la Lliga a Espanya LIMPAL va ser fundada el 10 de juny de 2011 a Madrid amb un posicionament feminista, pacifista, internacionalista i transnacional per dones provinents de diferents àmbits del moviment pacifista espanyol (acadèmiques, activistes de moviments socials i periodistes). L'objectiu de la secció espanyola és donar a conèixer, participar i donar suport al treball de les dones per la pau i el desarmament al món a més de donar a conèixer el paper que les dones tenen en la construcció d'una pau justa.
Des de la seva fundació la presidenta de la secció espanyola és Carmen Magallón professora de Física i directora del Seminari de Recerca per a la Pau. La vicepresidenta és Manuela Mesa Peinado, directora del "Centro de Educación e Investigación por la Paz" de la "Fundación Cultura de Paz". Entre les sòcies de la Lliga d'Espanya, es troben dones que formen part de l'Associació Espanyola de Recerca per a la Pau (AIPAZ), representants de l'Escola de Cultura de Pau i editores de la revista En Pie de "Paz.
LIMPAL té seccions també en països d'Amèrica Llatina, com Bolívia, Colòmbia, Costa Rica —una de les seues representants, Olga Bianchi, va ser vicepresidenta internacional de l'organització en 1986-1992 i una altra, Adilia Caravaca, és la seva presidenta des de novembre del 2011— i Mèxic.

## Reconeixements
El febrer de 2014 la Lliga Internacional de les Dones per la Pau i la Llibertat va rebre al Palau del Parlament de Catalunya el lliurament del Premi ICIP Constructors de Pau 2014, per la seva trajectòria centenària en el treball de dones per la pau, el compromís amb el desarmament, la defensa dels drets humans i la persistència per tal d'aconseguir el reconeixement del paper de les dones en la construcció de pau.